# 김우성 (뮤지컬 배우)
김우성(1998년 1월 26일 ~ )은 대한민국의 뮤지컬 배우다.

## 방송
- 팬텀싱어 4 (2023) - Top16(14위)

## 공연
- 헤어스프레이 (2015)
- 더데빌 (2018)
- 메피스토 (2019)
- 메이사의 노래 (2021, 2022)
- 아마데우스 (2023)
- THE CONCERT with 팬텀히어로즈 (2023)

## 수상
- 제4회 DIMF 뮤지컬스타 우수상 (2018)